# Daniel Ania
Ania  González est un nom espagnol. Le premier nom de famille, en général paternel, est Ania ; le second, en général maternel, souvent omis, est González.
Daniel Ania González,, né le 14 août 1987 à Hevia (es), est un coureur cycliste espagnol. Il participe à des compétitions sur route et en cyclo-cross.

## Biographie
D'abord footballeur, Daniel Ania commence le cyclisme à treize ans au Club Ciclista Colloto. Dans les rangs cadets (moins de 17 ans), il s'impose à quinze reprises. Il obtient ensuite sept victoires chez les juniors (moins de 19 ans). En 2005, il s'impose sur une étape de la Vuelta al Besaya, course par étapes d'envergure internationale. La même année, il représente son pays lors des championnats d'Europe et des championnats du monde.
Lors de la saison 2009, il se distingue en terminant deuxième et meilleur cycliste espoir de la Coupe d'Espagne amateurs, grâce à une victoire et plusieurs places d'honneur. Il est également sélectionné en équipe nationale pour disputer diverses manches de la Coupe des Nations espoirs. Il se classe notamment quinzième du ZLM Tour, ou encore trente-quatrième du championnat d'Europe espoirs. 
Pratiquant de cyclo-cross, Daniel Ania devient vice-champion d'Espagne de cyclo-cross espoirs en janvier 2009, privé du  titre par David Lozano. Il est également sacré champion des Asturies de la spécialité en 2010, 2012 et 2014.
En mai 2018, il se classe troisième du championnat des Asturies du contre-la-montre.

## Palmarès sur route
- 2003
  - Circuito Cántabro Junior
- 2005
  - 4e étape de la Vuelta al Besaya
- 2009
  - Vainqueur de la Coupe d'Espagne espoirs
  - Circuito Guadiana
  - Carrera del Pavo[10]
  - 2e du Gran Premio Diputación de Pontevedra
  - 2e de la Coupe d'Espagne
  - 3e de la Clásica Ciudad de Torredonjimeno
- 2018
  - 2e du Circuito Nuestra Señora del Portal

## Palmarès en cyclo-cross
- 2008-2009
  - Cyclo-cross La Tenderina, Oviedo[11]
  - 2e du championnat d'Espagne de cyclo-cross espoirs
- 2010-2011
  - Champion des Asturies de cyclo-cross
  - Cyclo-cross La Tenderina, Oviedo[12]
- 2011-2012
  - Cyclo-cross La Tenderina, Oviedo[13]
- 2012-2013
  - Champion des Asturies de cyclo-cross
  - Cyclo-cross de Lena[14]
- 2014-2015
  - Champion des Asturies de cyclo-cross